# Nastri d'argento 2018
Els Nastri d'argento 2018 foren la 73a edició de l'entrega dels premis Nastro d'Argento (Cinta de plata) que va tenir lloc el 30 de juny 2018 al teatre grecoromà de Taormina. a la inauguració del Taormina Film Fest. Fou presentada per Carlota Proietti amb Laura Delli Colli. Les candidatures foren fetes públiques el 29 de maig de 2018 al MAXXI - Museo nazionale delle arti del XXI secolo.

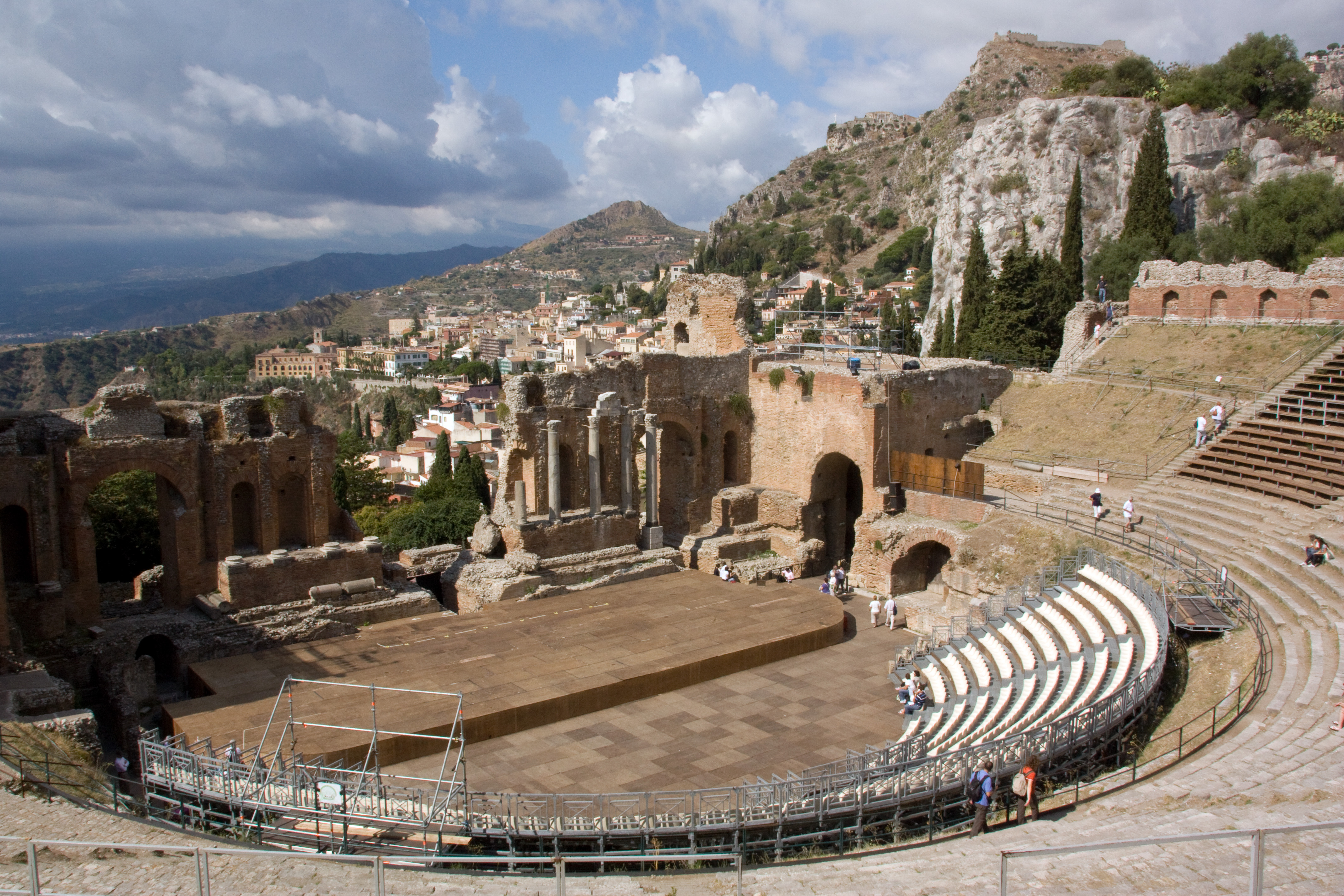
El Teatre de Taormina on s'entreguen els premis.

## Guanyadors

### Millor pel·lícula
- Dogman, dirigida per Matteo Garrone
- A Ciambra, dirigida per Jonas Carpignano
- Chiamami col tuo nome, dirigida per Luca Guadagnino
- Lazzaro felice, dirigida per Alice Rohrwacher
- Loro, dirigida per Paolo Sorrentino

### Millor director
- Matteo Garrone - Dogman
- Paolo Franchi - Dove non ho mai abitato
- Luca Guadagnino - Chiamami col tuo nome
- Gabriele Muccino - A casa tutti bene
- Susanna Nicchiarelli - Nico, 1988
- Ferzan Özpetek - Napoli velata
- Paolo Sorrentino - Loro

### Millor director novell
- Damiano e Fabio D'Innocenzo - La terra dell'abbastanza
- Valerio Attanasio - Il tuttofare
- Donato Carrisi - La ragazza nella nebbia
- Annarita Zambrano - Dopo la guerra
- Dario Albertini - Manuel

### Millor pel·lícula de comèdia
- Come un gatto in tangenziale di Riccardo Milani[6]
- Ammore e malavita dei Manetti Bros.
- Benedetta follia di Carlo Verdone
- Brutti e cattivi di Cosimo Gomez
- Metti la nonna in freezer di Giancarlo Fontana i Giuseppe G. Stasi
- Smetto quando voglio - Ad honorem di Sydney Sibilia

### Millor productor
- Archimede, Rai Cinema: Matteo Garrone i Paolo Del Brocco - Dogman
- Indigo Film: Nicola Giuliano, Francesca Cima, Carlotta Calori i Viola Prestieri - Loro i Il ragazzo invisibile - Seconda generazione
- Lotus Production, Leone Film Group, Rai Cinema: Marco Belardi - A casa tutti bene i Hotel Gagarin
- Lotus Production, Medusa Film: Giampaolo Letta - The Place
- Madeleine, Rai Cinema: Carlo Macchitella i Manetti Bros. - Ammore e malavita
- Pepito Produzioni, Rai Cinema: Agostino Saccà, Maria Grazia Saccà i Giuseppe Saccà - La terra dell'abbastanza
- Pepito Produzioni, Achab Film, Gran Torino Productions: Agostino Saccà, Maria Grazia Saccà i Giuseppe Saccà - Dove non ho mai abitato
- Vivo Film, Rai Cinema: Marta Donzelli i Gregorio Paonessa - Nico, 1988
- Vivo Film, Colorado Film, Rai Cinema: Marta Donzelli i Gregorio Paonessa - Figlia mia

### Millor argument
- Luciano Ligabue - Made in Italy
- Laura Bispuri i Francesca Manieri - Figlia mia
- Alessandro Aronadio, Renato Sannio, Edoardo Leo - Io c'è
- Vincenzo Marra - L'equilibrio
- Ciro Formisano - L'esodo
- Marco Pettenello i Andrea Segre - L'ordine delle cose
- Andrea Cedrola, Stefano Grasso i Sebastiano Riso - Una famiglia

### Millor guió
- Paolo Sorrentino i Umberto Contarello - Loro
- Gabriele Muccino i Paolo Costella con la collaborazione di Sabrina Impacciatore - A casa tutti bene
- Matteo Garrone, Ugo Chiti, Massimo Gaudioso - Dogman
- Leonardo Di Costanzo, Maurizio Braucci i Bruno Oliviero - L'intrusa
- Susanna Nicchiarelli - Nico, 1988

### Millor actor protagonista
- Marcello Fonte i Edoardo Pesce - Dogman
- Giuseppe Battiston - Finché c'è prosecco c'è speranza i Dopo la guerra
- Alessio Boni - La ragazza nella nebbia i Respiri
- Valerio Mastandrea - The Place
- Toni Servillo - Loro

### Millor actriu protagonista
- Elena Sofia Ricci - Loro
- Valeria Golino i Alba Rohrwacher - Figlia mia
- Lucia Mascino - Amori che non sanno stare al mondo
- Giovanna Mezzogiorno - Napoli velata
- Luisa Ranieri - Veleno

### Millor actriu no protagonista
- Kasia Smutniak - Loro
- Adriana Asti - Nome di donna
- Nicoletta Braschi - Lazzaro felice
- Anna Foglietta - Il contagio i Il premio
- Sabrina Ferilli - The Place

### Millor actor no protagonista
- Riccardo Scamarcio - Loro
- Peppe Barra - Napoli velata
- Stefano Fresi - Nove lune e mezza i Smetto quando voglio - Ad honorem
- Vinicio Marchioni - Il contagio i The Place
- Thomas Trabacchi - Amori che non sanno stare al mondo i Nico 1988

### Millor actor en una pel·lícula de comèdia
- Antonio Albanese - Come un gatto in tangenziale[6]
- Carlo Buccirosso i Giampaolo Morelli - Ammore e malavita
- Sergio Castellitto - Il tuttofare
- Edoardo Leo - Smetto quando voglio - Ad honorem i Io c'è
- Marco Giallini - Io sono Tempesta
- Massimo Popolizio - Sono tornato
- Carlo Verdone - Benedetta follia

### Millor actriu en una pel·lícula de comèdia
- Paola Cortellesi - Come un gatto in tangenziale[6]
- Sonia Bergamasco - Come un gatto in tangenziale
- Barbara Bouchet - Metti la nonna in freezer
- Claudia Gerini i Serena Rossi - Ammore e malavita
- Miriam Leone - Metti la nonna in freezer
- Ilenia Pastorelli - Benedetta follia
- Sara Serraiocco - Brutti e cattivi

### Millor fotografia
- Gian Filippo Corticelli - Napoli velata[7]
- Francesca Amitrano - Ammore e malavita
- Marco Bassano - Made in Italy
- Luca Bigazzi - Loro i Ella & John - The Leisure Seeker
- Vladan Radovic - Figlia mia i Smetto quando voglio - Ad honorem

### Millor vestuari
- Nicoletta Taranta - Agadah i A Ciambra[7]
- Massimo Cantini Parrini - Dogman i La terra dell'abbastanza
- Alessandro Lai - Napoli velata
- Carlo Poggioli - Loro
- Daniela Salernitano - Ammore e malavita

### Millor escenografia
- Dimitri Capuani - Dogman[7]
- Giorgio Barullo - Dove non ho mai abitato
- Emita Frigato - Lazzaro felice
- Ivana Gargiulo - Napoli velata
- Rita Rabassini - Il ragazzo invisibile - Seconda generazione

### Millor muntatge
- Walter Fasano - Chiamami col tuo nome (ex aequo)[7]
- Marco Spoletini - Dogman (ex aequo)[7]
- Claudio Di Mauro - A casa tutti bene
- Giogiò Franchini - Made in Italy i Riccardo va all'inferno
- Cristiano Travaglioli - Loro

### Millor so en directe
- Maricetta Lombardo - Dogman i L'intrusa[7]
- Lavinia Burcheri - Ammore e malavita
- Stefano Campus - Figlia mia
- Fabio Conca - Napoli velata
- Adriano Di Lorenzo - Nico, 1988

### Millor banda sonora
- Pivio i Aldo De Scalzi - Ammore e malavita
- Pasquale Catalano - Napoli velata
- Antonio Fresa i Luigi Scialdone - Gatta Cenerentola
- Gatto Ciliegia contro il Grande Freddo - Nico, 1988
- Luciano Ligabue - Made in Italy
- Lele Marchitelli - Loro
- Nicola Piovani - A casa tutti bene

### Millor cançó
- Bang bang - Ammore e malavita, interpretada per Pivio e Aldo De Scalzi i Serena Rossi
- Amori che non sanno stare al mondo - Amori che non sanno stare al mondo, interpretada per Giovanni Truppi
- Arrivano i prof - Arrivano i prof, interpretada per Rocco Hunt
- Durango Blues - Benedetta follia, interpretada per Michele Braga i Elisa Zoot
- Fidati di me - Riccardo va all'inferno, interpretada per Massimo Ranieri
- Ho cambiato i piani - Nove lune e mezza, interpretada per Arisa
- Proof - Il premio, interpretada per Matilda De Angelis, Maurizio Filardo i Wrongonyou
- Sconnessi - Sconnessi, interpretada per Carolina Rey
- The Place - The Place, interpretada per Marianne Mirage
- Tiemp'e veleno - Veleno, interpretada per Enzo Gragnaniello

### Millor director de càsting
- Francesco Vedovati - Dogman[8]

### Nastro especial
- Paolo i Vittorio Taviani, per la dirigida per Una questione privata[8]
- Gatta Cenerentola per la qualità, l'innovazione e il coraggio produttivo
- Nome di donna, dirigida per Marco Tullio Giordana[9]

### Nastro Cinema Internazionale
- Vittorio Storaro per la fotografia del film La ruota delle meraviglie - Wonder Wheel (Wonder Wheel), dirigida per Woody Allen[8]
- Paolo Virzì per la direcció d’Ella & John - The Leisure Seeker (The Leisure Seeker)[8]

### Nastro ArgentoVivo cinema&ragazzi
- Gabriele Salvatores per Il ragazzo invisibile - Seconda generazione[8]

### Nastro d'argento a la carrera
- Gigi Proietti[8]
- Massimo Ghini[9]

### Nastro d'Argento especial
- Al cast d'A casa tutti bene, dirigida per Gabriele Muccino[8]

### Nastro de la legalitat
- Prima che la notte, dirigida per Daniele Vicari
- Nato a Casal di Principe, dirigida per Bruno Oliviero

### Premio Nino Manfredi
- Claudia Gerini per A casa tutti bene i Ammore e malavita[10]

### Premi Guglielmo Biraghi
- Euridice Axen per Loro
- Guglielmo Poggi per Il tuttofare

### Premi Graziella Bonacchi
- Luigi Fedele per Quanto basta

### Premi Hamilton Behind the Camera Award
- Luciano Ligabue per Made in Italy

### Premi Persol al personatge de l'any
- Edoardo Leo per Smetto quando voglio - Ad honorem i Io c'è[11]